# Paratrechina
Paratrechina ist eine Gattung der Ameisen (Formicidae) aus der Unterfamilie der Schuppenameisen (Formicinae).

## Merkmale
Exemplare dieser Gattung tragen oben auf Pronotum und Mesonotum lange abstehende Haare, die paarweise angeordnet sind. Das heißt, dass immer zwei dieser Haare unmittelbar nebeneinander wachsen. Der restliche Körper ist durchgehend mit kurzen Borsten bewachsen. Die Arbeiterinnen sind immer sehr klein und erreichen Körpergrößen von ein bis zu drei Millimetern. An Stelle eines Stachels verfügen  sie, wie alle Schuppenameisen, über eine Säurepore (Acidoporus).

## Lebensweise
Viele Arten zeigen sich bei der Wahl des Neststandorts wenig wählerisch. So nisten sie in Totholz, verrottenden Grashaufen, unter Steinen und in Erdspalten sowie anderen Hohlräumen. Auch nur kurzzeitig vorhandene Rückzugsgebiete werden angenommen und häufige Nestumzüge sind die Regel. Diese nicht stabilen Nester bestehen oft nur wenige Tage oder Wochen, womit diese Arten sehr flexibel auf temporäre Nahrungsangebote reagieren können.
Auch das Beuteverhalten ist ähnlich. So werden neu entdeckte Nahrungsquellen schnell angenommen. Die Orientierung erfolgt dabei anhand von angelegten Pheromonspuren und deutliche Ameisenstraßen bilden sich aus. Allerdings kämpfen diese opportunistischen Räuber nicht um ihre Beute, sondern ziehen sich zurück, falls Nahrungskonkurrenten auftauchen, ganz im Gegensatz zu anderen aktiveren Gattungen, wie etwa den Feuerameisen (Solenopsis).

## Verbreitung und Lebensraum
Weltweit gibt es über 100 Arten. Vertreter findet man auf allen Kontinenten (außer in der Antarktis), jedoch ist keine Art in Mitteleuropa heimisch. Einige Arten haben sich mittlerweile als Neozoen weit über ihr ursprüngliches Verbreitungsgebiet hinaus ausgebreitet. So ist zum Beispiel Paratrechina longicornis weltweit bekannt und in tropischen Gebieten eine verbreitete Schadameise in Haushalten. Auffällig sind die zuckenden, abgehackten Bewegungen der Beine, die ihnen in englischsprachigen Gebieten den Beinamen „Crazy Ants“ eingebracht haben.
Seit Anfang des 3. Jahrtausends tritt eine Paratrechina-Population im US-Bundesstaat Texas als Schädling in Erscheinung. Dort wird sie „Rasberry Crazy Ant“ genannt (nach ihrem Entdecker, dem Kammerjäger Tom Rasberry). Diese Paratrechina-Art wurde vorläufig als Paratrechina pubens bestimmt, möglicherweise handelt es sich aber um eine wissenschaftlich noch unbeschriebene Art oder Unterart. Die Tiere ähneln Paratrechina longicornis, haben jedoch kürzere Fühler als diese. Sie verhalten sich ähnlich wie Paratrechina pubens. Die Ameisen machen sich auffällig häufig an Elektrogeräten zu schaffen, deren Isolierungen sie annagen, und haben so schon einigen Schaden angerichtet, etwa im Johnson Space Center der NASA.

## Systematik
Unter anderen gehören folgende Arten zur Gattung Paratrechina (Auswahl):
- Paratrechina goeldii
- Paratrechina longicornis
- Paratrechina obscura
- Paratrechina pubens
- Paratrechina vaga

### Synonyme
Folgende Namen sind Synonyme für die Gattung Paratrechina:
- Nylanderia Emery, 1906
- Paraparatrechina Donisthorpe, 1947